# Challenger de Pau 2021
El torneo Teréga Open Pau–Pyrénées 2021 fue un torneo de tenis perteneció al ATP Challenger Tour 2021 en la categoría Challenger 100. Se trató de la 3ª edición; el torneo tuvo lugar en la ciudad de Pau (Francia), desde el 15 hasta el 21 de noviembre de 2021 sobre pista dura bajo techo.

## Jugadores participantes del cuadro de individuales
| Favorito | País                       | Jugador         | Rank1 | Posición en el torneo |
| -------- | -------------------------- | --------------- | ----- | --------------------- |
| 1        | Bandera de España          | Feliciano López | 103   | Cuartos de final      |
| 2        | Bandera de Dinamarca       | Holger Rune     | 109   | Semifinales           |
| 3        | Bandera de Francia         | Gilles Simon    | 118   | Primera ronda         |
| 4        | Bandera de Austria         | Dennis Novak    | 119   | Primera ronda         |
| 5        | Bandera de Eslovaquia      | Norbert Gombos  | 120   | Cuartos de final      |
| 6        | Bandera de Estados Unidos  | Maxime Cressy   | 128   | Cuartos de final      |
| 7        | Bandera de Moldavia        | Radu Albot      | 134   | CAMPEÓN               |
| 8        | Bandera de República Checa | Zdeněk Kolář    | 139   | Primera ronda         |

- 1 Se ha tomado en cuenta el ranking del 8 de noviembre de 2021.

### Otros participantes
Los siguientes jugadores recibieron una invitación (wild card), por lo tanto ingresan directamente al cuadro principal (WC):
- Dan Added
- Gabriel Debru
- Harold Mayot

Los siguientes jugadores ingresan al cuadro principal tras disputar el cuadro clasificatorio (Q):
- Sebastian Fanselow
- Michael Geerts
- Calvin Hemery
- Georgii Kravchenko

## Campeones

### Individual Masculino
- Radu Albot derrotó en la final a  Jiří Lehečka, 6–2, 7–6(5)

### Dobles Masculino
- Romain Arneodo /  Tristan-Samuel Weissborn derrotaron en la final a  Aisam-ul-Haq Qureshi /  David Vega Hernández, 6–4, 6–2